# Viatge al centre de la Terra (pel·lícula de 1976)
Viatge al centre de la Terra (títol original: Viaje al centro de la Tierra) és una pel·lícula d'aventures fantàstica espanyola escrita i dirigida per Juan Piquer Simón, estrenada el 1976. Ha estat doblada al català.

## Argument
Adaptació del clàssic de Jules Verne. Un científic organitza una fabulosa expedició per arribar al centre geogràfic de la Terra. Acompanyat d'una parella de nuvis i un pastor, durant el viatge se les tindrà amb éssers extraordinaris i diversos perills.

## Repartiment
- Kenneth More: Professor Lindenbrook
- Pep Munné: André
- Yvonne Sentís: Sophie
- Jack Taylor: Olsen
- Frank Braña: Yann
- Lone Fleming
- Josep Caffarel